# Johann Gottlieb Lindner
Johann Gottlieb Lindner (* 17. März 1726 in Bärenstein (Erzgebirge), Sachsen; † 18. Dezember 1811 in Arnstadt, Thüringen) war ein deutscher Pädagoge, Historiker und Autor.

## Leben
Lindner war der Sohn eines einfachen Bergmannes. Zunächst war er Lehrer an der Kreuzschule in Dresden. In dieser Zeit stockte er sein geringes Einkommen durch Musikdarbietungen auf. Ab 1748 studierte er an der Universität Leipzig und wurde Magister der Philologie.
Auf Empfehlung des damaligen Superintendenten Johann Christian Ernesti wurde Lindner im Jahr 1751 Konrektor in Langensalza. Ab 1761 war er Mitglied der Akademie gemeinnütziger Wissenschaften in Erfurt. Im Jahr 1765 wurde Lindner Adjunkt des Schulrektors am Lyzeum („Stadt- und Landschule“) in Arnstadt, dem er 1794 im Amt folgte. Zuletzt war er fürstlich schwarzburg-sondershausener Konsistorialrat für Schulangelegenheiten.
Lindner war Autor zahlreicher philologischer, historischer, topografischer und numismatischer Schriften, die sein Arnstädter Schüler und späterer Herausgeber seiner Biografie, Johann Christian von Hellbach, darin als „eigentliche Bücher und kleine Piecen und ... Gelegenheitsschriften über Gegenstände der schwarzburgischen Geschichte und andere gelehrte Materien“ zusammenfasste.

## Werke (Auswahl)
- Magister Johann Gottlieb Lindners Directors der Stadt- und Landschule zu Arnstadt, auch Beysitzers des fürstlich schwarzburg-sondershäusischen Consistorii in Schulsachen daselbst kurze Selbstbiographie, mit Anmerkungen, einem Nachtrage und einigen Beylagen von Johann Christian von Hellbach (Hrsg.), Arnstadt 1812
- Analectorum Paulino-Cellensium, 21 Teile, 1789–1804
- Nachlese zur schwarzburgischen Geschichte, 11 Teile, 1783–1792
- Lehrreicher Zeitvertreib in Ovidianischen Verwandlungen, Leipzig 1764
- Etwas über Mythen, Arnstadt 1796
- Grundlegung zur deutschen Sprachlehre für Anfänger, Arnstadt 1772